# Settimo Innocenti
Settimo Innocenti (Pistoia, 10 novembre 1904 – Torino, 29 novembre 1987) è stato un ciclista su strada italiano.
Ha corso soprattutto come ciclista indipendente, ma nel 1929 riuscì a farsi assumere dalla squadra La Rafale, facendo da gregario a Giuseppe Pancera.

## Carriera
Ciclista di grande sostanza, portato per la fatica e la resistenza, riuscì a ritagliarsi dei posti nel ciclismo professionistico nonostante un ritiro anticipato. Iniziò a correre tra i professionisti nel 1927, chiudendo poi la carriera con 3 vittorie, di cui quella più prestigiosa è la vittoria della seconda tappa del Giro di Calabria nel 1928. Il primo anno da professionista si mise subito in mostra, vincendo la Coppa Sangiovannese e ottenendo importanti piazzamenti, come il secondo posto alla Coppa Cavaciocchi, il terzo posto al Giro di Campania e il decimo al Giro del Piemonte. Già nel primo anno tra i "grandi" prende parte al primo Grande Giro e alla prima classica monumento: partecipa al Giro d'Italia, concludendolo in 12º posizione, e al Giro di Lombardia, arrivando 27º. Nel 1928, oltre alla tappa calabrese, conquista anche la Coppa Linari e arrivò quinto nel Giro di Toscana. Partecipò anche al Giro d'Italia, ma dovette ritirarsi. Grazie ai suoi risultati e al potenziale mostrato, riesce a trovare una squadra fissa per tutto il 1929, La Rafale. Corse la Vuelta al País Vasco, concluso al 22º posto, e partecipò sia al Giro che al Tour: la Corsa Rosa fu abbastanza anonima e la chiuse al 28º posto; nella Grande Boucle invece si mise in evidenza con un nono posto nel tappone pirenaico e aiutando il suo capitano Giuseppe Pancera ad ottenere il secondo posto in classifica generale. La carriera di Innocenti, di fatto, si concluse qua: partecipò ancora al Giro d'Italia nel 1930, ritirandosi, e solo a qualche altra gara minore.

## Palmares
- 1927 (indipendente)

Coppa Sangiovannese
- 1928 (indipendente, 2 vittorie)

Coppa Linari
2ª tappa Giro della Provincia di Reggio Calabria (Stilo > Reggio Calabria)

## Piazzamenti

### Grandi giri
- Giro d'Italia

1927: 12º
1928: ritirato
1929: 28º
1930: ritirato
- Tour de France

1929: 26º

### Classiche
- Giro di Lombardia

1927: 27º